# Pelecotoma fennica
Pelecotoma fennica is een keversoort uit de familie waaierkevers (Rhipiphoridae). De wetenschappelijke naam van de soort is voor het eerst geldig gepubliceerd in 1799 door Paykull.